# Parc zoologique de Cali
Le parc zoologique de Cali est situé dans la ville de Cali en Colombie. Le zoo appartient à la fondation qui porte son nom et dont la mission, depuis qu'elle a pris en charge l'administration du zoo en 1981, et d'améliorer l'alimentation des animaux, leur environnement naturel et les soins qui leur sont prodigués.
Le zoo propose un contact direct avec la nature et la culture de ce pays d'Amérique du Sud. Le zoo de Cali est chargé de divers programmes éducatifs, récréatifs et d'investigation afin de préserver la biodiversité colombienne et créé une conscience environnementale dans la population.
Le zoo de Cali regroupe sur une surface de 10 ha environ 1 200 animaux, représentant 180 espèces, des lémuriens aux condors. Il est traversé par la rivière Cali.